# Amphiscolops zeii
Amphiscolops zeii är en plattmaskart som beskrevs av Riedl 1956. Amphiscolops zeii ingår i släktet Amphiscolops och familjen Convolutidae. Inga underarter finns listade i Catalogue of Life.